# 格罗戈县
格罗戈县，一译哥哥县，是柬埔寨菩萨省下辖的一个县。
据1998年人口普查，此县共有74,222人。